# 1132
| Calendário gregoriano                                                        | 1132 MCXXXII                                         |
| Ab urbe condita                                                              | 1885                                                 |
| Calendário arménio                                                           | 581 – 582                                            |
| Calendário bahá'í                                                            | -712 – -711                                          |
| Calendário budista                                                           | 1676                                                 |
| Calendário chinês                                                            | 3828 – 3829 Início a 20 de janeiro (aproximadamente) |
| Calendário copta                                                             | 848 – 849                                            |
| Calendário etíope                                                            | 1124 – 1125                                          |
| Calendários hindus - Vikram Samvat - Calendário nacional indiano - Cáli Iuga | 1187 – 1188 1053 – 1054 4232 – 4233                  |
| Calendário Holoceno                                                          | 11132                                                |
| Calendário islâmico                                                          | 526 – 527                                            |
| Calendário judaico                                                           | 4892 – 4893                                          |
| Calendário persa                                                             | 510 – 511                                            |
| Calendário rúnico                                                            | 1382                                                 |
| Calendário solar tailandês                                                   | 1675                                                 |

1132 (MCXXXII, na numeração romana) foi um ano bissexto do século XII do Calendário Juliano, da Era de Cristo, e as suas letras dominicais foram  C e B (52 semanas), teve início a uma sexta-feira e terminou a um sábado.
No território que viria a ser o reino de Portugal estava em vigor a Era de César que já contava 1170 anos.
| Ano completo                          |
| ------------------------------------- |
| Ano bissexto com início à sexta-feira |

## Nascimentos
- Sancho VI de Navarra m. 1194, rei de Navarra.

## Mortes
- 14 de Abril - Mistislau I, foi grão-príncipe de Quieve de 1125 a 1132. Nasceu em 1 de Junho de 1076.